# Tsuchida Production
Tsuchida Production (土田プロダクション Tsuchida Purodakushon?)  fue una empresa de anime desaparecida en Japón. Antes Osamu Tsuchida (Originalmente de Hōsō Dōga) después Studio Yuni (que no debe ser confundida con la compañía de anime con el mismo nombre), el cual fundó Tsuchida Production en 1976 para hacer Animacon, producción y otros contratos relativos a la producción de Anime. La compañía fue conocida después de haber trabajado en Captain Tsubasa en 1983. Sin embargo, cuando la compañía japonesa cayó en depresión en los mediados de los 80's, Tsuchida Production colapsó en la Bancarrota en julio de 1986 después de haber sido incapaz de reembolsar a los inversionistas y los fabricantes de juguetes con los que estaban trabajando. algunos trabajadores se reunieron para formar Studio Comet.

## Proyectos
Los proyectos están enlistados cronológicamente.
- Dokaben (1976–1979, Contratados por Nippon Animation)
- Yakyūkyō no Uta (1977–1979, Contratados por Nippon Animation)
- Kagaku Bōkentai Tansā 5 (1979–1980, Contratados por Sunrise)
- Ojamanga Yamada-kun (1980–1982)
- Manga Kotowaza Jiten (1980–1982)
- Ganbare Gonbe (1980)
- Urusei Yatsura (1981–1986, Contratados por Studio Pierrot, También por Studio Deen)
- Game Center Arashi (1982, Contratados por Shin-Ei Animation)
- Rainbowman (1982–1983)
- Sasuga no Sarutobi (1982–1984)
- Manga Nihonshi (1982–1984)
- Captain Tsubasa (1983–1986)
- Kuroi Ame ni Utarete (1984)
- Ashita Tenki ni Naare (1984–1985)
- Ranpō (1984)
- Chūhai Lemon Love30S (1985)
- High School! Kimengumi (1985–1987, por medio del episodio 7, los episodios 8-26 fueron hechos por Gallop, todos los episodios antes del 9 fueron producidos por Studio Comet)

## Empleados destacados
- Hajime Watanabe
- Hideki Okamoto
- Hiroshi Ogawa
- Yoshitaka Koyama
- Shin Misawa
- Kōji Beppu (pasó a Gallop)
- Tomohisa Iizuka (fundador de Studio Fantasia)